# Pastorie van Sint-Katherina-Lombeek
De pastorie van Sint-Katherina-Lombeek is een voormalige pastorie die teruggaat tot de 18e eeuw. Het historische gebouw is thans het voorgebouw van een tweedelige constructie (voorgebouw en achtergebouw) die dienst doet als lokaal sociaal huis van het Ternatse OCMW (achtergebouw) en 'intercommunaal' steunpunt van Welzijskoepel (voorgebouw- voormalige pastorie). Het voorgebouw is vermoedelijk een uitbreiding met een verdieping van wat voorzien een pastoriegebouw met één gelijkvloerse verdieping was. 

## Geschiedenis

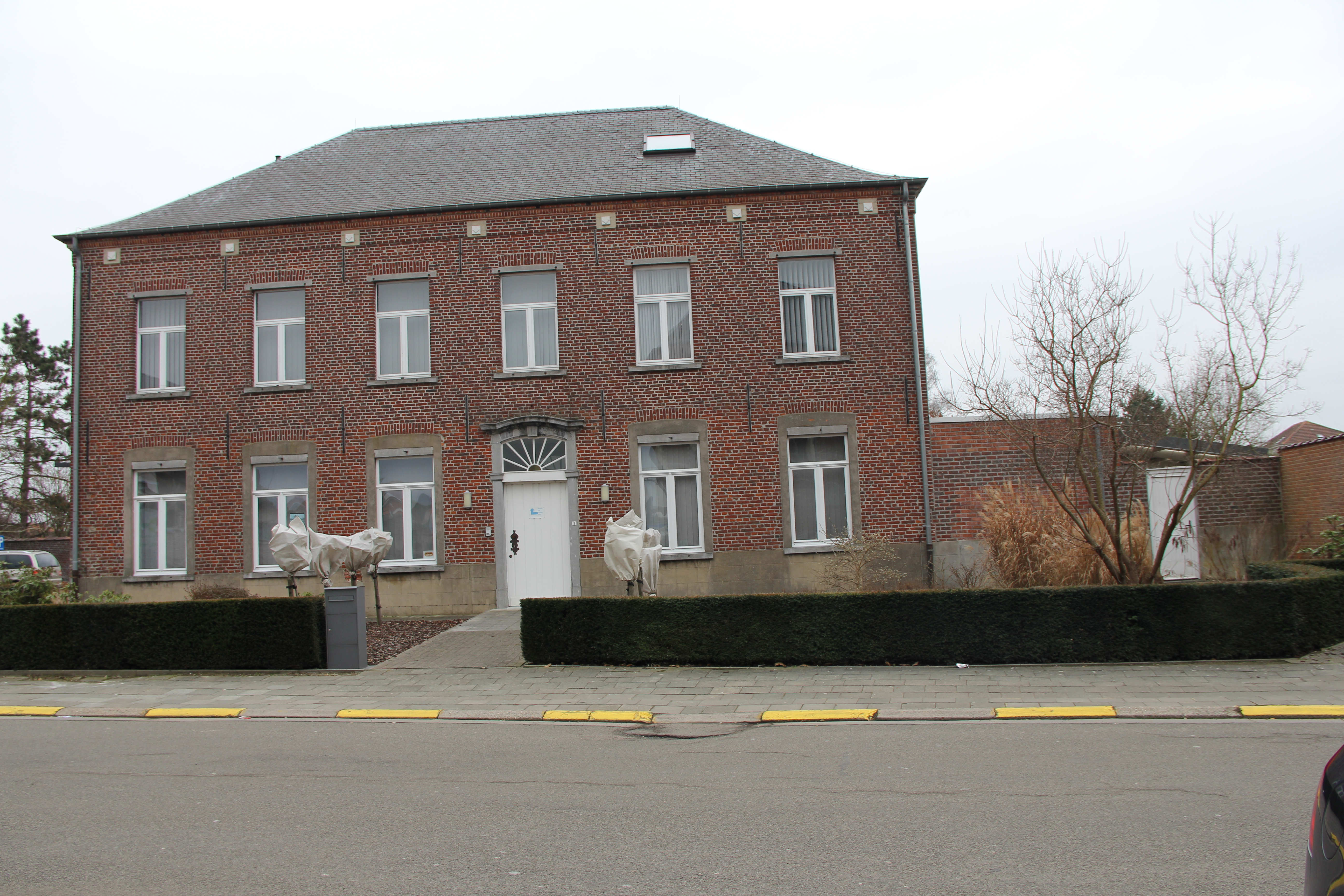
Voorgevel pastorie

Sint-Katherina-Lombeek kreeg in 1750 een pastorie die gezamenlijk gefinancierd was door het Kapittel van Sint-Gertrudis van Nijvel en het Kapittel van Mechelen, net zoals Ternat er kort voordien een had gekregen. Het was vermoedelijk een gebouw met maar een gelijkvloerse verdieping. Een uittreksel uit de verslagen van de vergaderingen van de kerkfabriek van 7 januari 1849 leert dat er toen beslist is om een verdieping bij te bouwen: "Gezien het zeer moeilijk is een onderpastoor in normale omstandigheden te huisvesten" werd besloten om "het pastoraal huis te vergroten met het opbouwen van een verdieping". In buitengewone zitting van 30 mei 1849 werd het plan van architect Spaak aangenomen. De kosten van verbouwing zouden 4900 fr. bedragen. Hierdoor kreeg de pastorie haar 19e-eeuwse uitzicht. Een verslag van de kerkfabriek van 6 februari 1861 leert dat de stenen vloer van de eetkamer versleten was en zeer vochtig was en vervangen zou worden door een houten vloer. In 1911 werd de (in 1975 afgebroken) stal van de pastorie herbouwd door François Van der Borght. Aanvankelijk was de pastorie deels ommuurd. Rond 1975 werd die muur afgebroken.

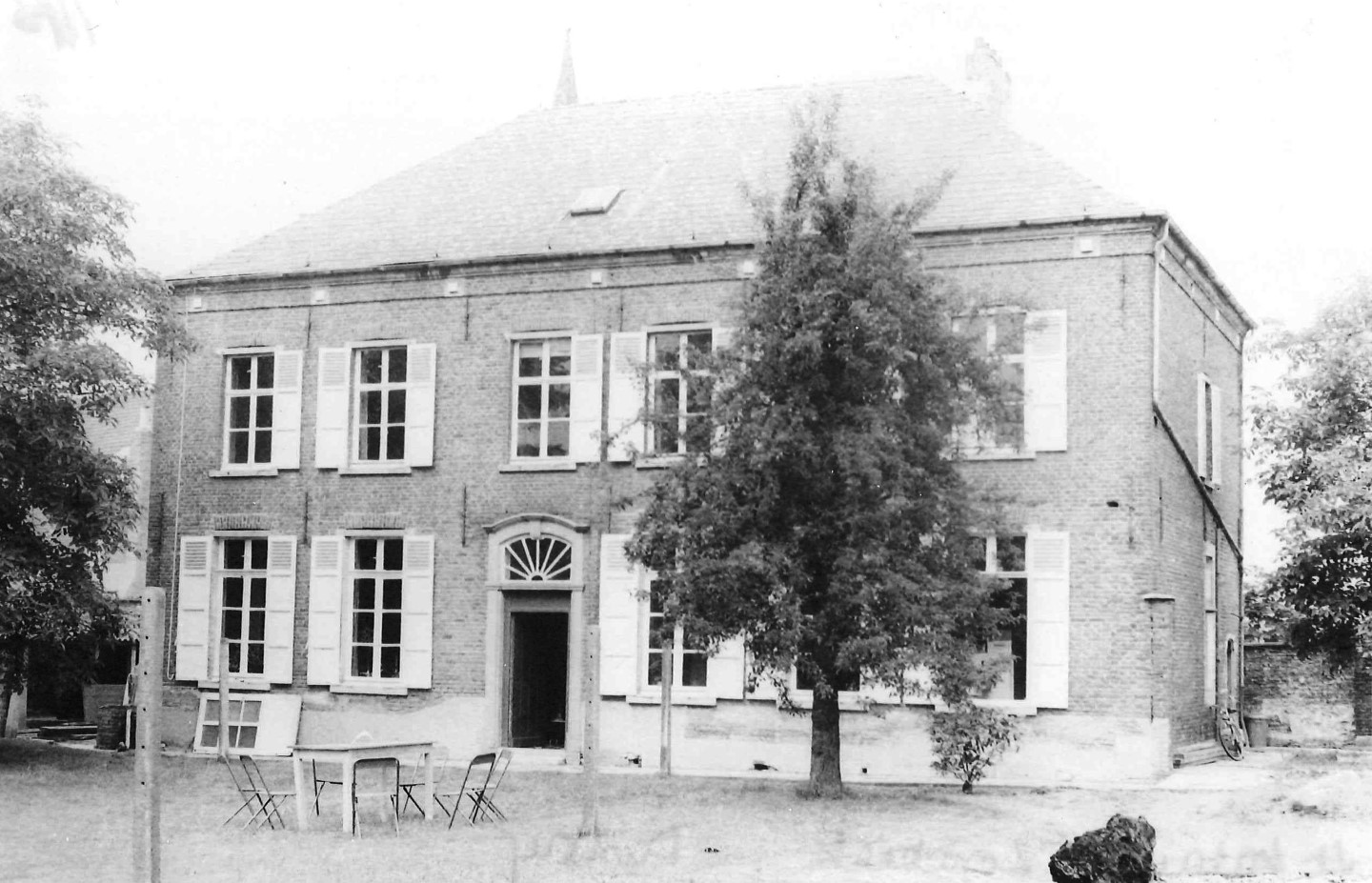
achtergevel pastorie

In 2008 beslisten het Ternatse OCMW en de gemeenteraad om de pastorie uit te breiden met een (moderne) achterbouw. In 2019 werd het voorgebouw (de voormalige pastorie) verkocht aan de Welzijnskoepel.

## De sociale functie van de pastorie

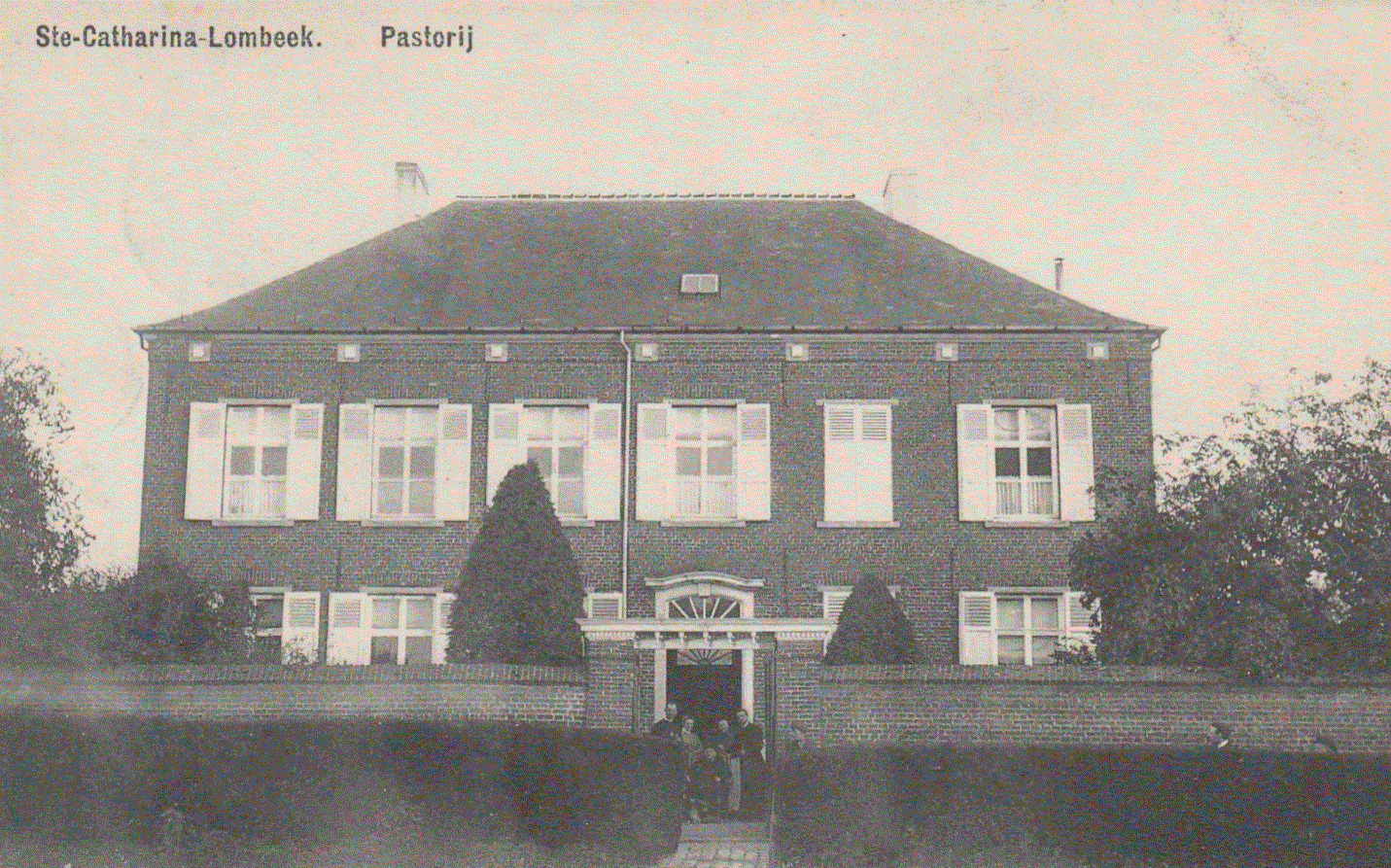
Pastorie met muur

De voormalige pastorie en het aangebouwde achtergebouw hebben beide een uitgesproken sociale functie. Het achtergebouw is het sociaal huis van de gemeente Ternat; het voorgebouw behoort toe aan de Welzijnskoepel. Van daaruit worden de diverse OCMW's van de omgeving 'intercommunaal' ondersteund. 

## De pastorie als cultureel erfgoed

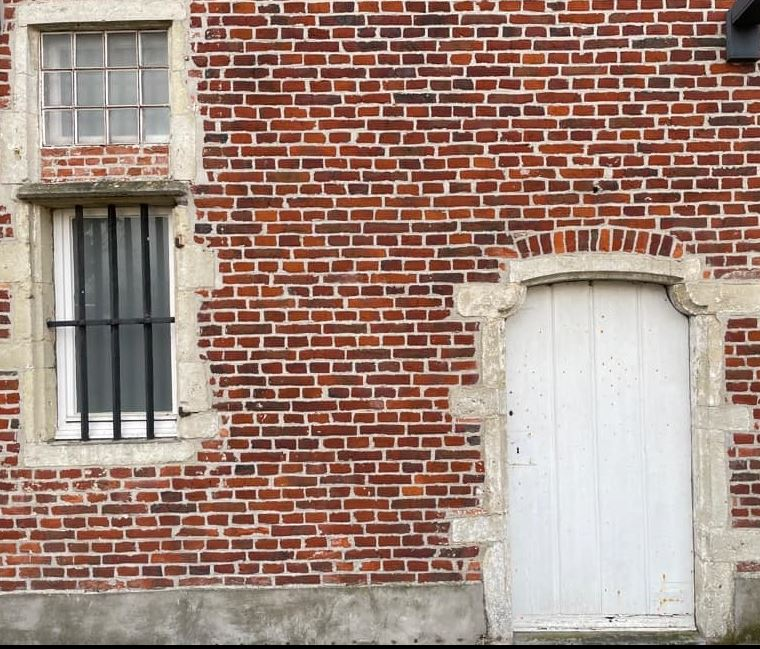
Goed bewaard zijdeurtje pastorie

De voormalige pastorie van Sint-Katherina-Lombeek is aangeduid als vastgesteld bouwkundig erfgoed Pastorie Sint-Catharinaparochie.